# Josef Brychta (kněz)
Josef Brychta (* 15. září 1949, Jabloňov) je český římskokatolický kněz, dlouholetý farář v Jemnici a papežský kaplan.

## Život
Vystudoval střední průmyslovou školu stavební v Havlíčkově Brodě a po maturitě vstoupil do olomouckého kněžského semináře. Kněžské svěcení přijal 30. června 1973 v Brně, poté působil jako farní vikář nejprve v Rosicích u Brna, od roku 1974 v Tuřanech a následně v jihlavské farnosti u kostela sv. Jakuba Staršího. Později se stal administrátorem v Čučicích a roku 1978 byl přeložen do Slavonic, odkud excurrendo spravoval také farnost Cizkrajov. Kromě toho byl i děkanem dačického děkanátu. Od roku 1990 působil jako farář ve farnosti u kostela sv. Jakuba Staršího v Brně a děkan brněnského děkanátu až do 15. listopadu 1999, kdy byl jmenován farářem v Jemnici, administrátorem excurrendo ve farnostech Budkov a Staré Hobzí a děkanem moravskobudějovického děkanství. Dne 15. září 2010 jej papež Benedikt XVI. jmenoval kaplanem Jeho Svatosti.

## Dílo
- Vstaň a choď, nákladem vlastním, Jemnice 2009